# Harpolithobius spinipes
Harpolithobius spinipes är en mångfotingart som beskrevs av Folkmanova 1958. Harpolithobius spinipes ingår i släktet Harpolithobius och familjen stenkrypare. Inga underarter finns listade i Catalogue of Life.